# Anghel Demetriescu
Anghel Demetriescu (n. Alexandria, Teleorman; 5 de octubre de 1847 - f. Karlovy Vary; 18 de julio de 1903) fue un historiador, escritor y crítico literario rumano, miembro de la Academia Rumana en 1902.

## Infancia y estudios
Anghel Demetriescu nació el 5 de octubre de 1847 en Alexandria, distrito de Teleorman, actual Rumania, que en ese entonces se encontraba bajo el Imperio otomano, hijo de Dumitru Simion y de Chrysanta Velleanu.

## Vida profesional

### Vida política
A pesar de que no estaba interesado en la política, Anghel Demetriescu fue nombrado director de la biblioteca de la Cámara de Diputados, alrededor de 1895.
Unos años más tarde, el 23 de abril de 1899, se llama el gobierno conservador del Partido encabezado por Gheorghe Grigore Cantacuzino.
Fue diputado silencioso, y no se habló incluso de discutir la ley de educación que habría tenido que decir. Sin embargo parece que intervino en varias ocasiones para apoyar los intereses de la circunscripción de la que fue elegido y los votantes que ganan agradecimiento.

## Círculo de amistades
- Dimitrie August Laurian,  compañero de facultad que completan sus estudios en Alemania y se convirtió en un especialista en filología clásica
- Constantin Dumitrescu-Iași, profesor de filosofía en la Universidad de Bucarest y político socialista
- V.D. Păun, director y profesor del Liceo Gheorghe Lazăr
- Ștefan Hepites  físico y meteorólogo
- C.I. Istrati, doctor
- Ion Luca Caragiale
- Barbu Ștefănescu Delavrancea
- Alexandru Vlahuță
- Alexandru Odobescu

## Obras
1. Primele elemente de grammatica ellena – Traducere de Ang. Demetriescu, București, 1872
2. Anghel Demetriescu - Brâncoveanu – dramă de A. Roques, - Tranzacțiuni Literare, 1872
3. Versiuni și teme asupra elementelor de grammatica ellena – Traducere de Ang. Demetriescu, București, 1873
4. Anghel Demetriescu – Le nouveau livre de la sagesse de A. Roques – Revista Contimporană, 1873
5. Anghel Demetriescu – Determinismul în istorie. Teoria lui H. Th. Buckle – Revista Contimporană, 1973,
6. Ang. Demetriescu – Elemente de geografie – București, 1873
7. Anghel Demetriescu – Studiul istoriei la Români – articol de G. Panu – Revista Contimporană, 1875
8. Ștefan Michăilescu și Ang. Demetriescu – Convorbiri asupra istoriei naturale. Partea I. Zoologia, București, 1876.
9. Anghel Demetriescu – Domnul Taine – Revista Contimporană, 1876
10. Anghel Demetriescu – Câteva cuviente asupra revoluțiunii franceze și a pretinșilor Ludovici XVII – Revista Contimporană, 1876
11. Anghel Demetriescu – Alexandru Z. Sihleanu – Revista Contimporană, 1876
12. Dione Cassiu (Coceianu) - Istoria romana della Nerone pene la Alexandru Severu – Traducere de Angelu Demetriescu, București 1878
13. Anghel Demetriescu – Știința de contrabandă – România Liberă, 1881.
14. Titu Maiorescu – Patru conferințe – Resumate de Mihai C. Brăneanu. Cu un apendice de Angel Demetriescu, 1883
15. Anghel Demetriescu – Dimitrie Bolintineanu – Revista Literară, 1885
16. Anghel Demetriescu – Dimitrie Bolintineanu – Anale Literare, 1885
17. Barbu Katargiu – Discursurile – Culese și însoție de o notiță istorică a familiei Katargiu și de o biobrafie a autorului de Ang. Demetriescu, 1886
18. Anghel Demetriescu – „Ovidiu” de V. Alecsandri – Epoca, 1888
19. Lord Macaulay – Discursuri – Traduse din limba engleză și adnotate de Ang. Demetriescu, 1895
20. Anghel Demetriescu - Mihail Kogălniceanu – Epoca Literară 1896
21. Anghel Demetriescu - Ion C. Brătianu – Epoca Literară 1896
22. Anghel Demetriescu - Obiectul artei în general – Literatură și artă română 1897
23. Anghel Demetriescu - Poetul – Literatură și artă română 1897
24. Anghel Demetriescu – Discursuri politice ale Dlui Take Ionescu – Literatură și artă română 1902
25. Anghel Demetriescu – Mihail Eminescu – Literatură și artă română 1903